# Kalmükök

Kalmükföld pozíciója Oroszország térképén

A kalmükök (kalmükül: Хальмгуд; oroszul: Калмыки) mongolokkal rokon nép, akik nagyrészt Oroszországban, Kalmükföldön élnek. A kalmük emberek száma manapság 184-185 ezer fő körül mozog, ebből körülbelül 300-400-an élnek Ukrajnában, és körülbelül 183 ezren Kalmükföldön, a többi elszórtan a világban. Saját nyelvük a kalmük nyelv. A kalmükök az egyetlen hagyományosan buddhista nép, akik Európa területén élnek. Lenin apai nagyanyja feltehetőleg kalmük volt.

## Történetük

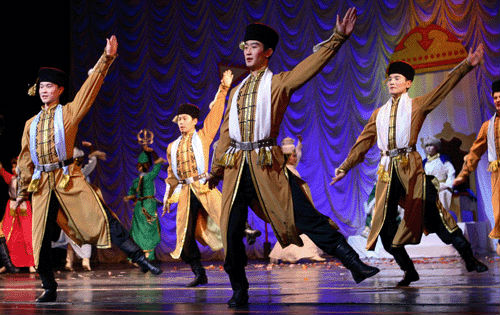
Kalmük néptáncosok

A nyugat-mongol eredetű kalmükök az évezred utolsó nagyobb észak-eurázsiai népmozgásának eredményeként kerültek mai lakhelyükre, a Volga alsó folyásának területére, a 17. században. A második világháborúban Sztálin sokukat kiűzte Oroszországból, ekkor Lagany kalmük város nevét Kaszpijszkijre változtatták. Csak később térhettek vissza. Kalmükföld ma is Oroszország részét képezi, hivatalos neve Kalmük Köztársaság.

## A kalmük emberek
A legtöbben buddhista vallásúak. Kalmükföldről az utóbbi időben megerősödött a kivándorlás, kalmük kisebbségek élnek már Ukrajnában, Csehországban, Mongóliában, Franciaországban, az Egyesült Királyságban és Németországban is.
A kalmükök száma Oroszországban, évről évre:
| 1897    | 1926    | 1939    | 1959    | 1970    | 1979    | 1989    | 2002    | 2010    |
| ------- | ------- | ------- | ------- | ------- | ------- | ------- | ------- | ------- |
| 190 648 | 128 809 | 129 786 | 100 603 | 131 318 | 140 103 | 165 103 | 174 000 | 183 372 |